# HT Norderstedt
Das Handball-Team Norderstedt ist eine Handballspielgemeinschaft aus Norderstedt in Schleswig-Holstein. Sie wurde 2013 von der HG Norderstedt und dem Norderstedter SV gegründet.
Die erste Männermannschaft des HT Norderstedt nahm an der Hauptrunde des DHB-Pokals 2014 teil, wo sie in der ersten Runde dem Bundesligisten SC Magdeburg mit 26:45 unterlag. In der Saison 2019/20 stiegen die Herren- und die Damenmannschaft in die Oberliga Hamburg/Schleswig-Holstein auf. Nach der Saison 2021/22 stieg das Herren-Team wieder ab. Im Jahr 2023 gewann die Damenmannschaft die Oberligameisterschaft und stieg in die 3. Liga auf.
Insgesamt nehmen Mannschaften aller Altersklassen am Spielbetrieb teil.